# Desmolaimus calvus
Desmolaimus calvus är en rundmaskart som beskrevs av Gerlach 1956. Desmolaimus calvus ingår i släktet Desmolaimus och familjen Linhomoeidae. Inga underarter finns listade i Catalogue of Life.